# Wilhelm von Tegetthoff

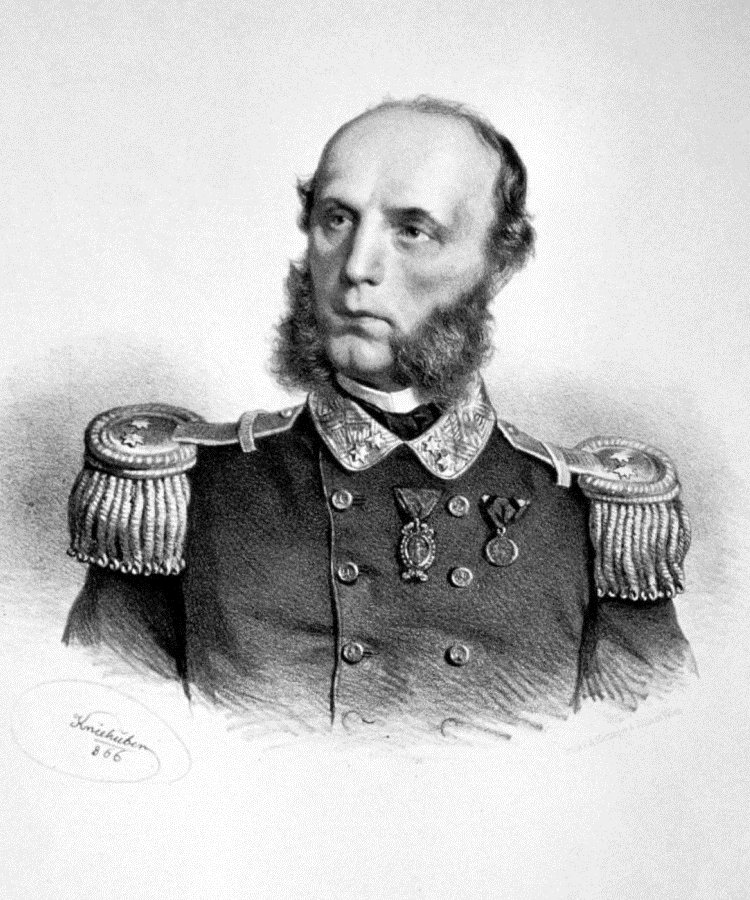
Wilhelm von Tegetthoff.

Wilhelm von Tegetthoff, född den 23 december 1827 i Marburg i Steiermark, död den 7 april 1871 i Wien, var en österrikisk friherre och amiral.
von Tegetthoff trädde 1845 i aktiv sjötjänst och befordrades 1861 till linjeskeppskapten. Under 1864 års danska krig förde han befälet över den österrikiska eskadern i Nordsjön och kämpade den 9 maj mot danska fartyg vid Helgoland. Några dagar därefter utnämndes han till konteramiral. Vid utbrottet av österrikisk-italienska kriget 1866 fick han befälet över Medelhavsflottan och vann 20 juli en lysande seger vid Lissa över amiral Carlo di Persano samt belönades med viceamiralsgrad. Sedan 1868 var von Tegetthoff högste befälhavare över den österrikiska flottan, chef för marinavdelningen inom rikskrigsministeriet samt livstidsledamot av herrehuset, där han tillhörde det liberala författningspartiet. Över von Tegetthoff restes minnesmärken i Marburg in Steiermark, Wien och Pola. Det sistnämnda nedmonterades efter första världskriget och ställdes 1935 upp i Graz.